# 王圈村
35°50′36″N 116°24′13″E / 35.8433°N 116.40355°E
王圈村，是中华人民共和国山东省泰安市东平县彭集街道下辖的一个行政村。该村位于彭集街道西南端，距离彭集街道5.5千米。小清河在村南绕过:57。该村共有322户，人口为1424人，耕地面积1996亩。:48
王圈村原名司马庄，也称环村河。明朝永乐年时，王姓迁来此处，因为小清河环绕该村，因而改名为王圈村。:48